# 小瀧望
小瀧 望（日语：／ Kotaki Nozomu，1996年7月30日—）是日本偶像、演員兼藝人。傑尼斯事務所所屬，組合「Johnny's WEST」的成員之一。

## 簡歷
- 2008年7月進入傑尼斯事務所，隔月發表加入Hey! Say! 7WEST。
- 2014年4月23日以「Johnny's WEST」成員身分CD出道。
- 2015年11月『MORSE - モールス -』舞台劇初主演。
- 2016年自3月號開始成為『FINEBOYS』專屬模特兒。

## 演出
只列出以個人身份的演出，以組合名義的演出參考Johnny's WEST。

### 電視劇
- サムライ転校生 〜我ガ道ハ武士道ナリ〜（2009年3月28日、關西電視台）- 木村のぞみ
- DRAMADA-J いつかの友情部、夏。（2009年9月10日・17日、關西電視台）- 日下部守
- 誰も知らないJ学園 名カウンセラー（2010年、關西電視台）- 関口
- 談戀愛世界難（2016年4月13日 - 6月15日、日本電視台）- 三浦家康
- 24小時「愛心救地球」電視劇 『失明的淑則老師 用心看見光明』（2016年8月27日、日本電視台）- 緒ノ崎快
- 有錢人家鳥事多（2018年1月 - 3月17日、日本電視台）- 尾関光希
- 68歳的新入社員（2018年6月18日、關西電視台） - 小野諒
- 我和尾巴與神樂坂（日语：僕とシッポと神楽坂）（2018年10月12日- 11月30日、朝日電視台）- 堀川広樹
- 白衣戰士（日语：白衣の戦士!）（2019年4月、日本電視台）- 斋藤光
- 請絕對不要模仿（日语：決してマネしないでください。）（2019年10月26日 - 12月14日、NHK綜合頻道）- 主演・掛田理
- 惡魔的手毬歌（2019年12月21日、富士電視台）- 青池歌名雄
- 和風喫茶鹿楓堂（2022年1月15日 - 3月19日、朝日電視台）- 主演・東極京水
- 刑警七人（朝日電視台）- 坂下路敏
  - SEASON8（2022年7月13日 - 9月14日）
  - SEASON9（2023年6月7日 - 8月9日）

### 網絡劇
- 爆炎轉校生 REBORN （Netflix原創影集、2017年11月10日、全8話）- コタキ駆

### 電影
- 宿舍Fes！〜最後的七不思議〜（2012年） 飾 乃木康介
- 関西ジャニーズJr.の京都太秦行進曲!（2013年）飾 田中光太郎
- 劇場版 假面教師（2014年）飾 學生會長
- 忍ジャニ参上! 未来への戦い（2014年）飾 西の忍者・フウト
- 近距離戀愛（2014年）飾 的場竜
- プリンシパル〜恋する私はヒロインですか?〜（2018年公開） - 主演 舘林弦（與黑島結菜雙主演）

### 綜藝節目
- ハピくるっ! 関西ジャニーズJr.のスイーツ倶楽部（2011年 - 、關西電視台）不定期
- ピーコ&兵動のピーチケパーチケ（2012年 - 2014年12月、關西電視台）隔週播出

### 舞台劇
- MORSE - モールス -（2015年11月13日 - 12月6日、東京環球劇場 / 12月9日 - 13日、劇場BRAVA!） - 主演 オスカー
- THE ELEPHANT MAN （エレファント・マン）（2020年10月27日 - 11月23日、世田谷Public Theater） - 主演・ジョン・メリック（John Merrick）
- 検察側の証人（2021年8月28日 - 9月12日、世田谷Public Theater / 9月16日 - 20日、兵庫縣立藝術文化中心 阪急 中大廳 / 9月23日 - 28日、枚方市綜合文化藝術中心 關西醫大 大廳） - 主演・レナード

## 得獎歷
- 第28回 讀賣演劇大賞 優秀男主角（2020年）[2]
- 第28回 讀賣演劇大賞 杉村春子賞（2020年）[2]

## 外部連結
- 小瀧望在互联网电影资料库（IMDb）上的資料（英文）